# Jartavius Martin
Jartavius Quan Martin (Lehigh Acres, Florida; 17 de abril de 2000) es un jugador profesional estadounidense de fútbol americano, se desempeña en la posición de safety en Washington Commanders, en la National Football League (NFL).

## Carrera
Hizo su debut profesional con el equipo Washington Commanders, lleva jugando una temporada, comenzó en el 2023.